# Chromatomyia flavida
Chromatomyia flavida este o specie de muște din genul Chromatomyia, familia Agromyzidae, descrisă de Spencer în anul 1986.
Este endemică în Colorado. Conform Catalogue of Life specia Chromatomyia flavida nu are subspecii cunoscute.